# Polygala galapageia
Polygala galapageia är en jungfrulinsväxtart som beskrevs av Joseph Dalton Hooker. Polygala galapageia ingår i släktet jungfrulinssläktet, och familjen jungfrulinsväxter. Utöver nominatformen finns också underarten P. g. insularis.